# Biebrich

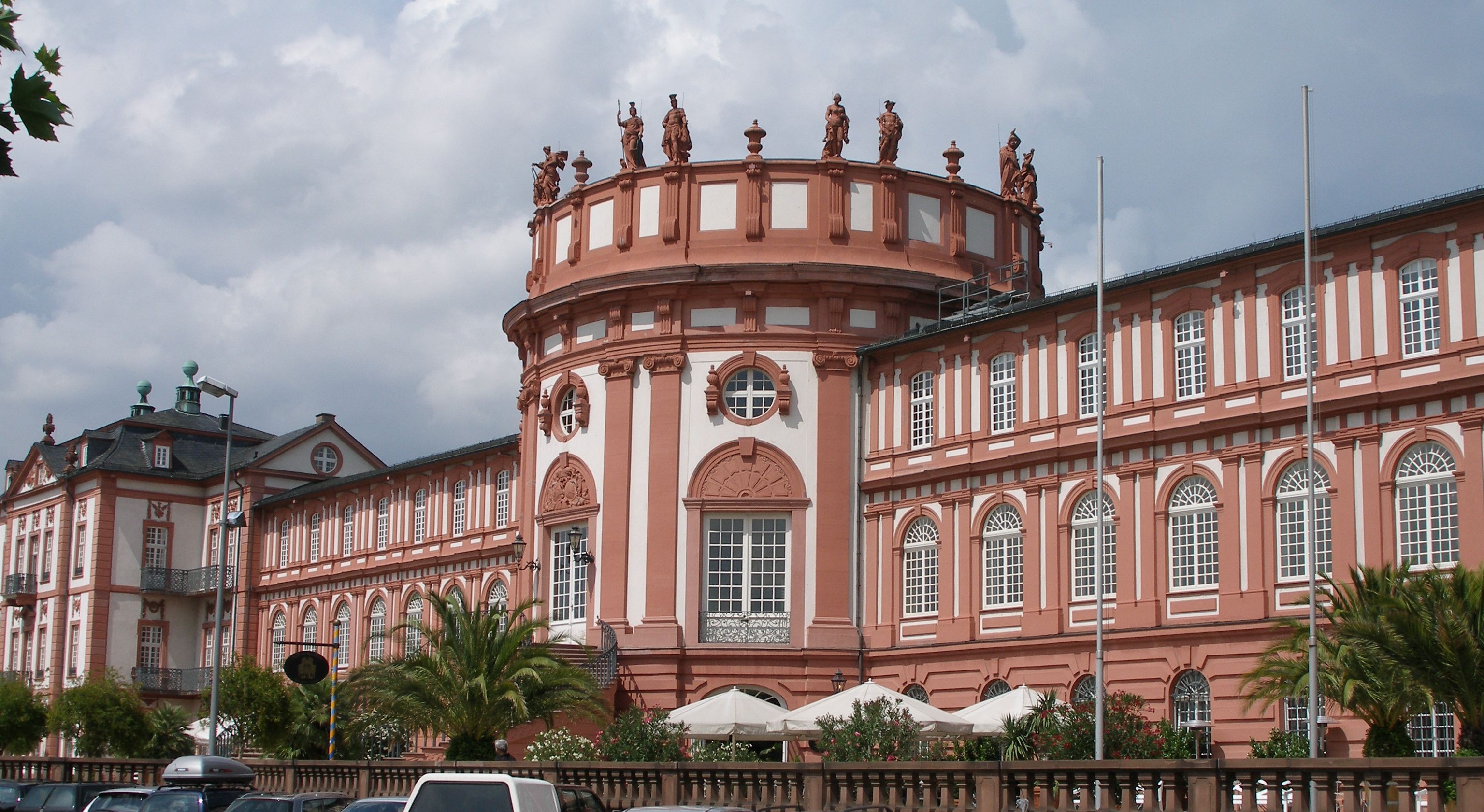
Slottet Biebrich

Biebrich är en stadsdel i den tyska staden Wiesbaden. Fram till 1926 var Biebrich en egen stad och 1744–1841 utgjorde slottet med samma namn residens för hertigdömet Nassaus grevar och hertigar.
För svenskt vidkommande är Biebrich främst känt som hemort för drottning Sofia av Sverige, hustru till Oscar II och dotter till hertig Vilhelm I av Nassau och Pauline av Württemberg. Sofia och Oscar gifte sig i Biebrich den 6 juni 1857 och blev svenskt kungapar då Karl XV gick bort i september 1872.